# Layer di compatibilità
Nell'ingegneria del software, un layer di compatibilità (in inglese compatibility layer) è un'interfaccia che permette ai file binari di un sistema operativo di essere eseguiti sul sistema ospite. Le chiamate di sistema del primo vengono tradotte in chiamate di sistema native dell'ospite.

## Software
Alcuni esempi di layer di compatibilità sono:
- Wine, permette di eseguire alcuni file binari nativi di Microsoft Windows su sistemi Unix-like utilizzando un caricatore dei programmi e la Windows API implementata nelle DLL.
- Darling, permette di eseguire file binari nativi di Darwin e macOS su Linux.